# トムラウシ山遭難事故 (2002年)
トムラウシ山遭難事故（トムラウシやまそうなんじこ）は、2002年（平成14年）7月11日から13日にかけて北海道大雪山系トムラウシ山が悪天候に見舞われ、愛知県と福岡県のパーティーに所属する登山者各1名ずつ、合わせて2名が低体温症で死亡した事故。

## 概況

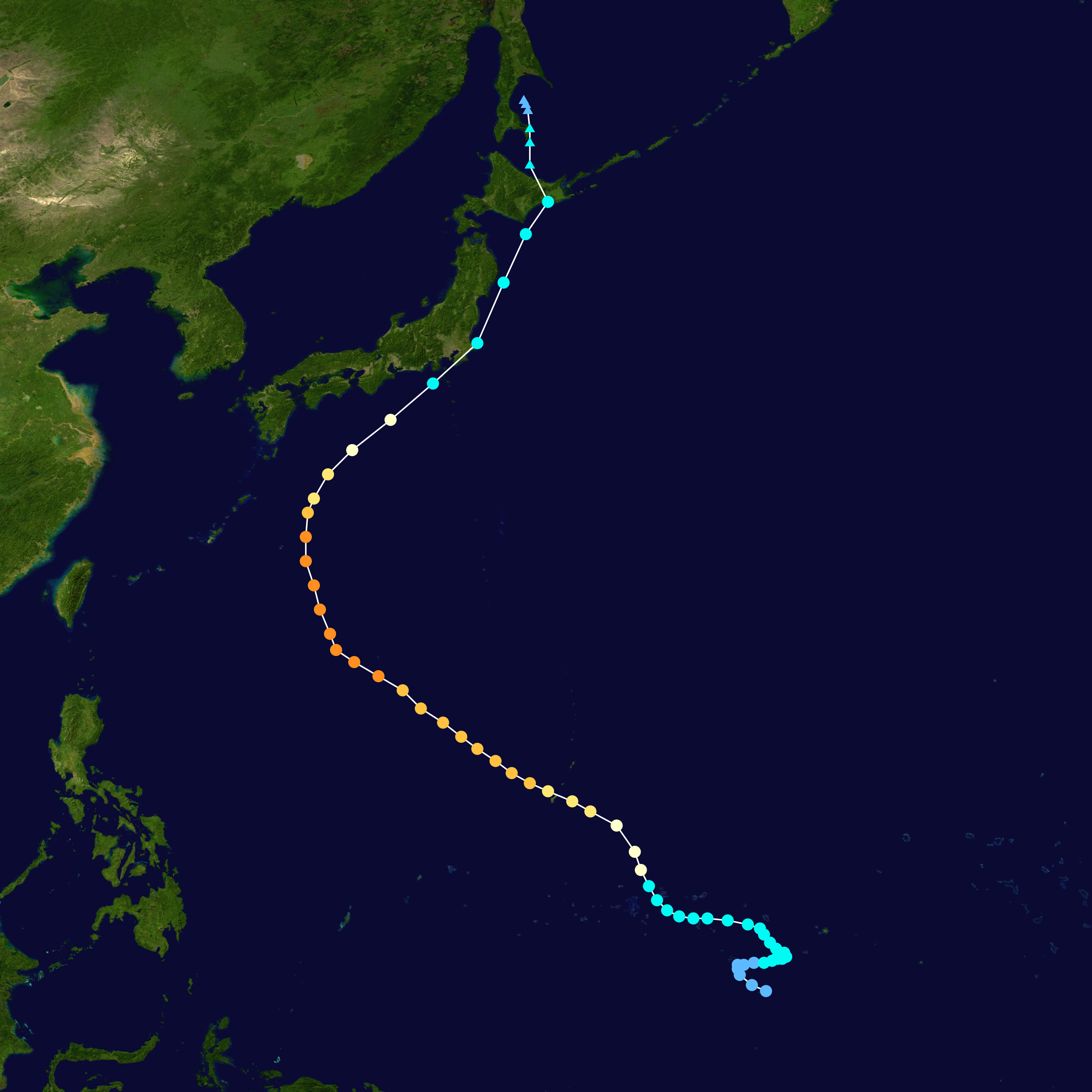
進路図

2002年6月29日にトラック島近海で発生した台風6号（ツァターン/Chataan）は、非常に強い勢力となった後で7月9日に南大東島の東海上で徐々に勢力を弱めながら北東に進路を変え、11日0時過ぎに千葉県館山市付近に上陸。その後鹿島灘から三陸沖を北北東に進み、11日21時頃、北海道釧路市付近に再上陸した。その後はオホーツク海へ進み、12日0時に温帯低気圧に変わった。トムラウシ山の南側にある帯広市では、11日の明け方から雨が降っていたが、夕方にかけて次第に強まっていき、21時くらいまで雨が降り続いた。また、札幌市や稚内市の高層観測データから推定されるトムラウシ山の9時頃の推定気温は10℃前後とみられ、15メートル近い風速も相俟って、体感温度は氷点下に下がっていた可能性が高かった。更に不運なことに釧路市に上陸した台風は千島列島沖のオホーツク海高気圧に進路を阻まれたことで、北海道における天候の回復が遅れることになった。
ところで、当初の予報では台風が北海道に接近・上陸するのは7月12日の朝と予想されていた。しかし、7月11日になって台風の予想速度が上方修正され、北海道への上陸予想時間が11日の夜に変更された。しかし、登山者の中にはこの予報の変更を知らずに登山をする者も少なからずおり、遭難した2つのパーティーもそのような人達であった。

## 愛知県のパーティーの事案
2002年7月8日午前9時50分、リーダー（59歳・登山歴13年）・K（53歳・同11年）・T（62歳・同8年）・Y（62歳・同10年）の女性4名からなるパーティーが新幹線で名古屋駅を出発した。4名は同じ登山会に所属していたが、数年前からリーダーの女性を中心とした小規模なグループを結成して、登山会の公式行事とは別に登山を行っていた。KとTは6年位前からグループの一員として参加しており、Yだけは今回初めてグループの登山に参加していた。グループは基本的にはリーダーが計画を作成し、それを見た各メンバーが自らも研究を行い、必要があれば意見交換をしていくスタイルであった。今回はリーダーが数年前から構想を抱いていた大雪山系を旭岳から白雲岳、五色岳、化雲岳を経てトムラウシ山へと縦走する計画であり、登山の3か月前には計画書を参加予定者に手渡していた。
名古屋駅から新幹線で東京都内に出た4名は羽田空港から全日空機に搭乗して、午後3時半に旭川空港に到着すると、タクシーで旭岳温泉の大雪山山荘に入り、そこで宿泊した。この日の段階では天気予報は11日まで晴天の予報であった。
9日午前5時半に大雪山山荘を出発した4名は旭岳ロープウェイを経由して10時には旭岳の登頂に成功、メンバーの年齢を考えて余裕を持ったスケジュールを取っていたこともあり、午後4時20分に白雲岳避難小屋に到着した。
10日未明の3時20分過ぎに白雲岳避難小屋を出発した4名は午後2時半過ぎには次の宿泊予定地であるヒサゴ沼避難小屋に到着した。白雲岳避難小屋を早めに出たのは、体力的に標準よりも時間をかけて進まざるを得ないパーティーが避難小屋への到着が遅くなって宿泊できなくなるのを危惧したリーダーの判断であったが、ヒサゴ沼避難小屋は4人が休むには余裕があった。しかし、小屋に到着して夕方に入ると雨が降り始め、他の登山客からは台風の話題が出たものの、4名を含めて大半の登山客が気にするような様子はなかった。
ところが、11日に入った頃から風雨が激しくなってきた。台風のことを意識していなかったリーダーは午前3時半に出発することにしていたが、他の3人は様子を見るべきだと主張した。4名はラジオを持っていなかったため、他の登山者のラジオから情報を得てそれで判断しようとした。午前5時のニュースでは、台風の北海道上陸は明日と報じていた（前述）。実はこの直前に上陸予想時刻が繰り上がることになるのだが、5時のニュースには間に合わず、しかも戸外は霧雨になっていたため、登山の継続を決めた者が多かった。4人の話し合いは「このまま登山を継続する」か「ヒサゴ沼避難小屋に留まって様子をみる」か「トムラウシ山登頂を諦めて天人峡から下山する」の3つの案から選ぶことになった。しかし、数年来の計画を実行したいという思いの強かったリーダーは継続を主張して譲らなかった（リーダーは日本百名山登頂の目標を持っており、トムラウシ山登頂が悲願であった）。また他の登山者も継続を決める者が多かったことから、他の3人も今回はトムラウシ山登頂を諦めて山腹を迂回することを条件に受け入れた。しかし、生真面目で細かいことまで気配りが行き届くことに定評があったリーダーがこの日に限って無口で、出発前に朝食を取ることを忘れかけるなど、後日に振り返ってみれば普段の彼女ではあり得ない行動を取っていたことに他の3名は気に止めていなかった。
午前5時半に出発した4名はトムラウシ山に向かった。しかし、途中から雨が強くなってきた。しかし、北沼のほとりにある山頂に向かう道と山腹を迂回する道の分岐点で、迂回ルート側に書いてあった「オプタテシケ山まで13キロメートル」という表記を誤解して、山頂へ向かう道を迂回する道と誤認してしまう。風雨はますます強くなっていたが、4名は山道を登ってしまい、午前10時10分頃に山頂に登頂してしまって初めて誤りに気付いた。このグループでは大抵リーダーの女性が率先して歩き、途中で道を間違えたときには彼女が真っ先に気付くのが常であったが、この日の彼女はほとんど会話をすることがなかった。やむなく、本来の予定通りの下山ルートを取ろうとしたところ、午前10時30分頃になってリーダーが仰向けに倒れ込んでしまった。3名はリーダーの言葉の呂律が回っていないことで異常に気づき、偶々近くを通りがかった地元ガイド（4名の最終目的地であったトムラウシ温泉側から客と共に登頂し、下山するところであった）が駆けつけた。地元ガイドはリーダーの荷物が多いことから、自分達が先に下りて救助隊を呼んだ方が早いと考え、先に行くことを伝えると、リーダーは「大丈夫よ」と言いながら後から下りていくことにした。しかし、リーダーと彼女を介添するKの2名と他の2名の距離は次第に離れていく。リーダーは先を進むTとYに手を振って先に行くように指示をした。TとYはそれを「救助隊を呼んで欲しい」というジェスチャーと理解して足を速めることになった。
先を進んだTとYはトムラウシ公園を経て下山を急いでいたが、途中でトムラウシ温泉からの登山道につけられた目印のリボンを頼りにして下山することができるようになり、増水したコマドリ沢（カムイサンケナイ川上流）に胸まで浸かって半分流されかけながら何とか渡りきると下山を続けたが、午後10時に2名が持っていたランプの明かりが消えてしまったために近くの山林でビバークを決意し、寒さに震えながらも夜を明かすことが出来た。なお、Yは出発前に雨具に防水スプレーを塗っておくなどの下準備をしてきたために、増水した沢の渡渉を経たにもかかわらず服がほとんど濡れなかったのが幸いした。体だけでなく着替えの入ったザックまで濡れてしまったTは体にビニールシートを巻き付けながら一睡もせずに寝ずの番を引き受けた。12日の午前3時に再び出発したTとYは5時半頃に昨日出会った地元ガイドの通報を受けて駆けつける途中であった救助隊の車に遭遇して救助された。
一方、リーダーとKはゆっくり下山を続けてきたが、11日の正午頃にリーダーが動けなくなった。2人は岩陰で休憩しながら救助を待つことにし、Kは服を着替えてリーダーにも着替えを勧めたが、リーダーは断った。リーダーとKは会話をしながら風雨をしのごうとしたが、午後5時頃には強風でKの傘が破損し、リーダーの手足が麻痺し始めた。午後7時頃から風雨は再び強まり、リーダーの意識が朦朧としてうわごとを言い始めるようになった。12日の午前0時半頃、リーダーは息を引き取った。
Kはリーダーが意識を失う前に述べた「北海道は朝が早いので、午前3時には救助隊が動き出す」という言葉を頼りにみぞれ交じりの雨が降る一夜を耐えた。しかし朝になっても救助隊が来ず、また前述の通り、彼女が聞いた最後のラジオの天気予報では12日に台風が上陸することになっていたために下山すべきかとも考えたが、リーダーを放置していけないという思いもあり、彼女が倒れた現場と登山道との往復を繰り返した。10時半頃、リーダーと同じく日本百名山登頂を目的として自動車で北海道の山々を巡っていた単独行の男性Mが通りがかった（男性は最新の天気予報を把握していたため、11日の夜はトムラウシ温泉の駐車場でやり過ごし、12日の早朝に登山を開始していた）。パニック状態に陥っていたKから何とか話を聞き出したMは、そこから数分登った場所でリーダーの遺体を確認した。Mは判断に迷ったがKの状況から、すぐに彼女を連れて下山した方が良いと判断した。MがKを連れて2時間ほど元来た道を引き返すと、救助隊に遭遇する。救助隊はリーダーの遺体を収容するため、MにはKを連れて下山を続け、後から来る救助隊にKを引き渡して欲しいと依頼した。その言葉通り下山を続けると、コマドリ沢の近くで後続の救助隊に出会うことが出来た。Mは「温泉の登山口にマスコミが集まっているから」ということで先に下山を勧められてそのまま別れ、Kと救助隊が午後2時半頃、トムラウシ温泉に下山した。リーダーの遺体は13日にヘリコプターで下山し、検死の結果、Kの証言とほぼ同じ12日の午前0時頃に、低体温症による脳梗塞で死亡したものとされた。
リーダーの死は思わぬ波紋を投げかけた。4名の所属する登山会は会員による遭難事故を受け、会としての事故報告書を作成することになった。この会では非公式な登山であったとしても、登山会の仲間による登山では届け出ることを義務づけていたが、このグループではこうした届出を行っていなかった。このことを巡り、登山会と生き残った3名の間には溝が生じた。登山会はリーダーを非難し、その判断や資質を疑問視する報告書を作成したが、3名はリーダーがその時点でもっとも最適な判断をしていたと考え、報告書に反発した。またグループが形成されたり、無届けで登山が行われたりしていた背景について、登山会の運営や人間関係の問題点を指摘し始めた。結果として3名は登山会を退会することになった。
なお、結果論であると断りながらも、「トムラウシ山のある南の方向は悪天候の影響を受けやすいことから、北東の天人峡方面に逃げるべきだったのでは？」という見解もあるが、Yがリーダーにその提案をした時は「（天人峡方面は）危ない」と即座に否定されたという。そのルートは熟知していないなどの理由で選択出来なかった可能性がある。

## 福岡県のパーティーの事案
2002年7月10日、福岡県の山岳プロガイドが主催する8名のツアーが福岡を出発して、トムラウシ温泉の東大雪荘に到着（愛知県のパーティーも無事下山すればここに宿泊する予定であった）。このパーティーは11日から、愛知県のパーティーとは反対方向に大雪山系を縦走し、13日に旭岳温泉に到着する予定になっていた。
11日午前4時20分、東大雪荘を出発したパーティーはコマドリ沢を渡ってトムラウシ山を登った。パーティー内では宿泊予定地をヒサゴ沼避難小屋に定め、コマドリ沢が増水していた場合には計画を中断するという事になっていたが、11日の朝の段階では増水は問題になるものではなかった。なお、こちらのパーティーも台風のことは知っていたが、ガイドは北海道に上陸するまでに勢力は弱まるという見通しを立てていたようである。また愛知のパーティーの遭難の話も途中で知ったらしく、コマドリ沢を過ぎたトムラウシ公園で先に下山を急いでいた愛知のTとYと出会い、下山道を教えている。
公園を過ぎ山頂に近づくに連れて、メンバーの女性1名が体調を悪化させ、ガイドは先を急ぐ必要があると判断する。そしてトムラウシ山の山頂近くで愛知のリーダーとKに出会ったが（11日の段階でリーダーは重症だった）、彼女たちを助けることなく、「救助隊が来るから待ってほしい」と言って先を進んでしまった。15時に山頂を越えて山の北側に出たところで女性メンバーが動けなくなり、ガイドは他の6名にはヒサゴ沼避難小屋へ急ぐように指示して、自身と女性メンバーは近くの岩陰でビバークすることにした。以降はさらに風雨が強くなり、12日の午前4時半には、ガイドは単独でヒサゴ沼避難小屋に向かうことになる。これらの行動が「女性を見捨てた」と認識され、愛知のパーティーに対する対応も相俟ってガイドは批判に晒されることになるが、女性メンバーの体調が急速に悪化し助けを求めて駆け込んだという見方もある。
一方、先行してヒサゴ沼避難小屋に向かった6名もそこに辿り着く前にビバークを余儀なくされ、翌12日の朝になってようやく小屋に到着した。最終的には13日の朝に歩ける4名が天人峡から下山し、ガイドと2名がヘリコプターで救出された。動けなくなった女性メンバーの元にも同日中に救助隊が辿り着いたが、既に低体温症による死亡が確認された後だった。
福岡県パーティーの事案ではガイドが業務上過失致死で起訴された。2004年10月5日、旭川地方裁判所はガイドに対し禁固8か月、執行猶予3年の判決を下した。

## 備考
トムラウシ山の山頂近くの南沼での撮影中に、台風の接近に伴ってテントを張って待機していたカメラマンは11日前後の山頂付近の様子について、風雨が強くて気温が下がり、テントの中にも沼からの水が押し寄せて水かきをするのに必死だったことを述べ、山頂付近でビバークせざるを得なかった両方のパーティーは台風の強風を受けてさらに厳しい状況に置かれていたであろうと推測している。
また本件では愛知県のパーティーの項目でも説明したように、11日未明の台風の進路予測の変更のニュースを知らずに登山を継続した登山者が複数おり、数十人がトムラウシ山の山頂付近を通ったと言われている。しかし実際に遭難者に手を差し伸べたのは愛知県のKを連れて下山したMと、12日の午前に女性リーダーの遺体に気付き、保全措置を取って通報した前述のカメラマンくらいであった（なお、カメラマンは下山を迷って一時的に遺体から離れていたKとは遭遇できなかった）。Mもカメラマンも近くを通りがかった他の登山者に協力を求めたものの、彼らは「救助隊が来るから」などの理由で女性リーダーの遺体を素通りしてしまったとその後の取材で述べている。このことは後日、地元紙の「遭難者を知らせぬ登山者」というタイトルの記事で、登山者のマナーの問題として、強く批判されることになった。